# Fórmula magistral

El morter i el piló, una de les icones associades amb l'activitat farmacèutica.

Una fórmula magistral és un medicament destinat a un pacient individualitzat, preparat pel farmacèutic o sota la seva supervisió, per tal de complimentar exactament una prescripció mèdica detallada de les substàncies medicamentoses seguint els estrictes criteris de qualitat que exigeix l'elaboració d'un medicament.
Tot i que el volum de dispensació de fórmules magistrals preparades a l'oficina de farmàcia no és gran, si bé el comparem amb el nombre de medicaments industrials dispensats, en l'actualitat, la formulació magistral es manté com una activitat farmacèutica de gran interès, doncs és la millor opció terapèutica quan un medicament:
- No té bons caràcters organolèptics (sabor, color, olor…)
- Es necessita en una dosi diferent a la que estan comercialitzades.
- Es necessita en una forma d'administració que no està disponible al mercat.
- S'ha deixat de fabricar per raons comercials.
- Ha d'elaborar-se segons una fórmula especial (sense additius, sense colorants, sense lactosa, etc.)

És per aquesta raó per la qual actualment cada vegada més farmàcies estan adaptant els seus laboratoris per elaborar fórmules magistrals.